# Ausschuhen

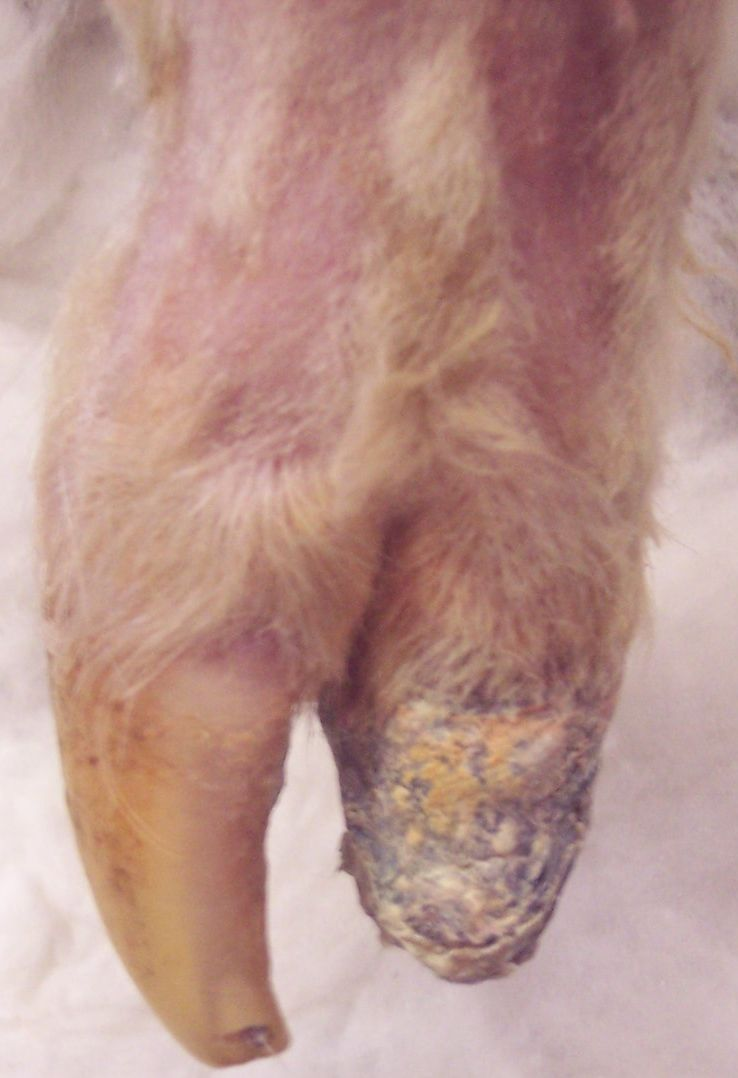
Ausschuhen einer Klaue bei einem Schaf infolge Hufrehe

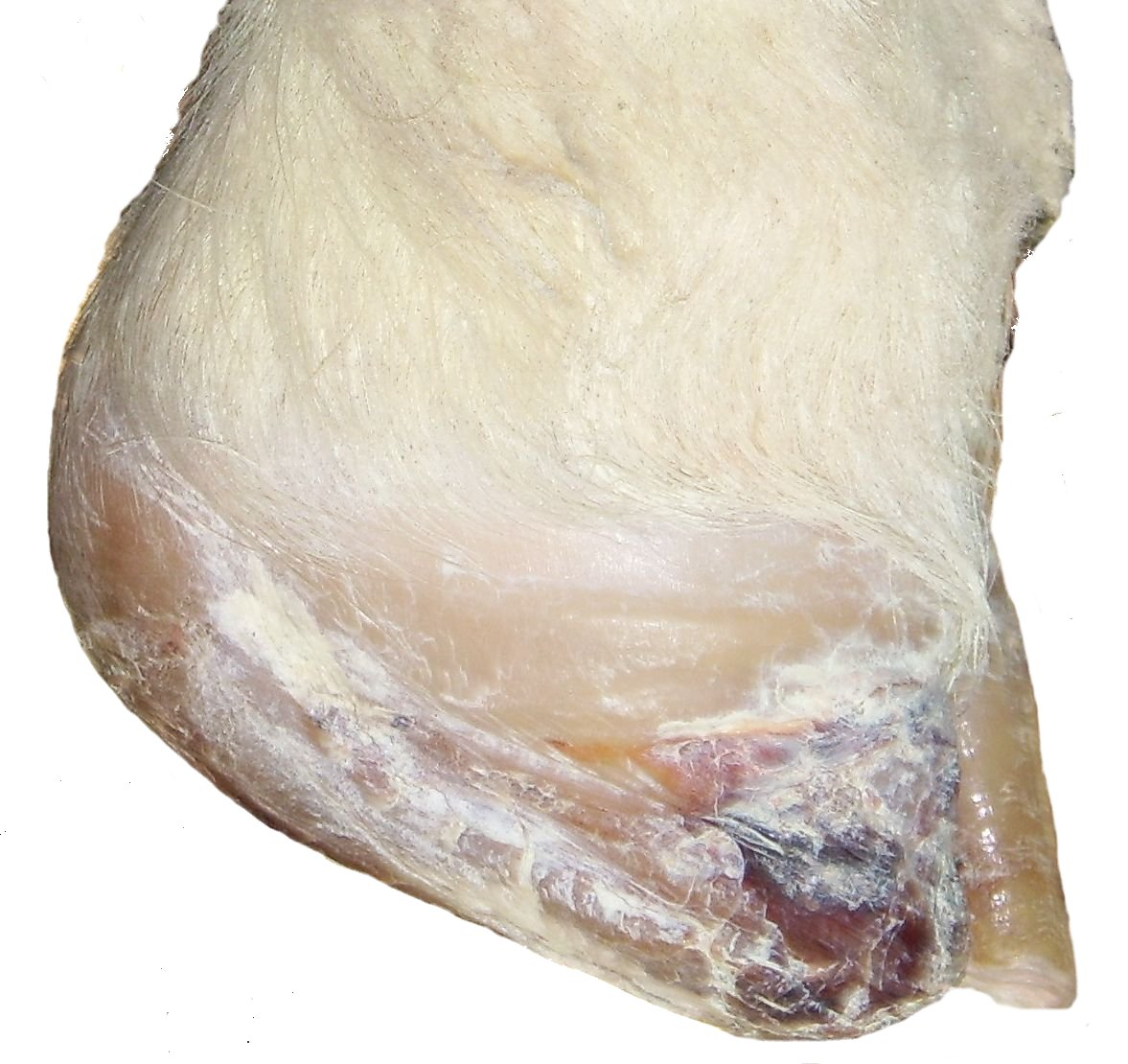
Dasselbe Tier einen Monat nach Behandlung.

Als Ausschuhen (lat.: Exungulation) bezeichnet man das vollständige Ablösen der Hornkapsel des Zehenendorgans (Huf, Klaue) bei Huftieren. Die Ursache sind Entzündungen im Bereich des Zehenendorgans, die mit einem Ödem und damit einer Zusammenhangstrennung zwischen Hornschicht und dem Stratum basale oder zwischen Epidermis und Lederhaut einhergehen. Die Entzündungsprozesse können aseptisch (Hufrehe, Laminitis) oder infektiös (z. B. schwere Formen der Maul- und Klauenseuche) bedingt sein.
Ein Ausschuhen ist insbesondere bei Großtieren ein problematischer Prozess. Mit antiseptischen Maßnahmen und Verbänden kann versucht werden, die Zeit bis zum Nachwachsen einer neuen Huf- bzw. Klauenkapsel zu überbrücken. Ähnlich wie bei ausgefallenen Fingernägeln kann es dabei zu Deformationen kommen. Da die Hornkapsel vom Saumsegment aus gebildet wird, ist eine relativ lange Zeit bis zum Nachwachsen einer neuen Wand erforderlich. Bei Pferden wächst das Kronhorn etwa 7 mm/Monat, bei Islandpferden und Vollblütern nur etwa halb so schnell, bei Kühen 4 bis 5 mm pro Monat.
Postmortal kann ein Ausschuhen durch Einlegen des Zehenendes in warmes Wasser erreicht werden. Hierbei kommt es durch Mazerationsprozesse ebenfalls zur Lösung der Huf- bzw. Klauenkapsel.